# Hannah Osborne
Pour les articles homonymes, voir Osborne.
Hannah Osborne, née le 10 mars 1994 à Te Kuiti (Nouvelle-Zélande), est une rameuse néo-zélandaise. Elle est vice-championne olympique du deux de couple avec Brooke Donoghue aux Jeux olympiques d'été de 2020.

## Jeunesse
Née en mars 1994 à Te Kuiti, elle grandit dans une ferme à l'est d'Hamilton dans le nord de la Nouvelle-Zélande. Son père possède une ferme et sa mère, d'origine anglaise et née à Cambridge, est artiste.
Victime de tendinites à répétition, elle met sa carrière entre parenthèse en 2012 et entre à l'Université de Virginie aux États-Unis. Elle reprend finalement lors de sa deuxième année universitaire.

## Carrière
Le 28 juillet 2021, elle remporte la médaille d'argent du deux de couple aux Jeux olympiques d'été de 2020 avec Brooke Donoghue derrière la paire roumaine composée de Nicoleta-Ancuța Bodnar et Simona Radiș.